# Cousinia eriophylla
Cousinia eriophylla là một loài thực vật có hoa trong họ Cúc. Loài này được (Kult.) Bornm. mô tả khoa học đầu tiên năm 1934.